# Patricia Aakhus
Patricia Aakhus, nota anche con lo pseudonimo di Patricia McDowell (Los Angeles, 7 maggio 1952 – Evansville, 16 maggio 2012), è stata una scrittrice statunitense.
Oltre alla sua attività di scrittrice ricoprì anche il ruolo di direttrice di Studi Internazionali all'Università dell'Indiana del Sud, si specializzò in letteratura irlandese e vinse il Readercon's Best Imaginative Literature Award nel 1990 e il premio Cahill per The Voyage of Mael Duin's Curragh.

## Biografia
Patricia McDowell è nata a Los Angeles nel 1952 da Lowell and Betsy (nata Nichols) McDowell, entrambi morti prematuramente, come suo fratello Mark. Ottenne un Bachelor of Arts all'Università della California e un Master of Fine Arts alla Norwich University.

## Carriera
Il suo romanzo di debutto, The Voyage of Mael Duin's Curragh si basa sull'antica leggenda irlandese del Máel Dúin e racconta di un ragazzo adottato da una vedova che accidentalmente conosce la verità sui propri genitori. Altre pubblicazioni sono Astral Magic in the Renaissance: Gems, Poetry and Patronage of Lorenzo de' Medici e Magic, Ritual and Witchcraft e The Spy.